# Liste rouge régionale des espèces de plantes du Nord-Pas-de-Calais
Cette liste rouge régionale des noms d'espèces de plantes est issue du travail du Conservatoire botanique national de Bailleul (Toussaint 2011). Elle a été labellisée par le Comité français de l'UICN.
Elle comprend 115 taxons disparus régionalement, 23 espèces présumées disparues au niveau régional, 71 taxons en danger critique, 58 taxons en danger, 197 vulnérables et 154 quasi-menacés.
10 % de la flore régionale est donc considérée comme disparue, 11 % menacée à court (CR) ou moyen termes (EN), 23 % menacée à long terme (Valet 2012, p. 71).
Les menaces pesant sur les espèces végétales régionales sont liées à la disparition ou à la modification des milieux (urbanisation, fragmentation, anthropisation), à la pollution (produits phytosanitaires,eutrophisation), etc. (Valet 2012, p. 72).

## Taxons disparus au niveau régional (RE)

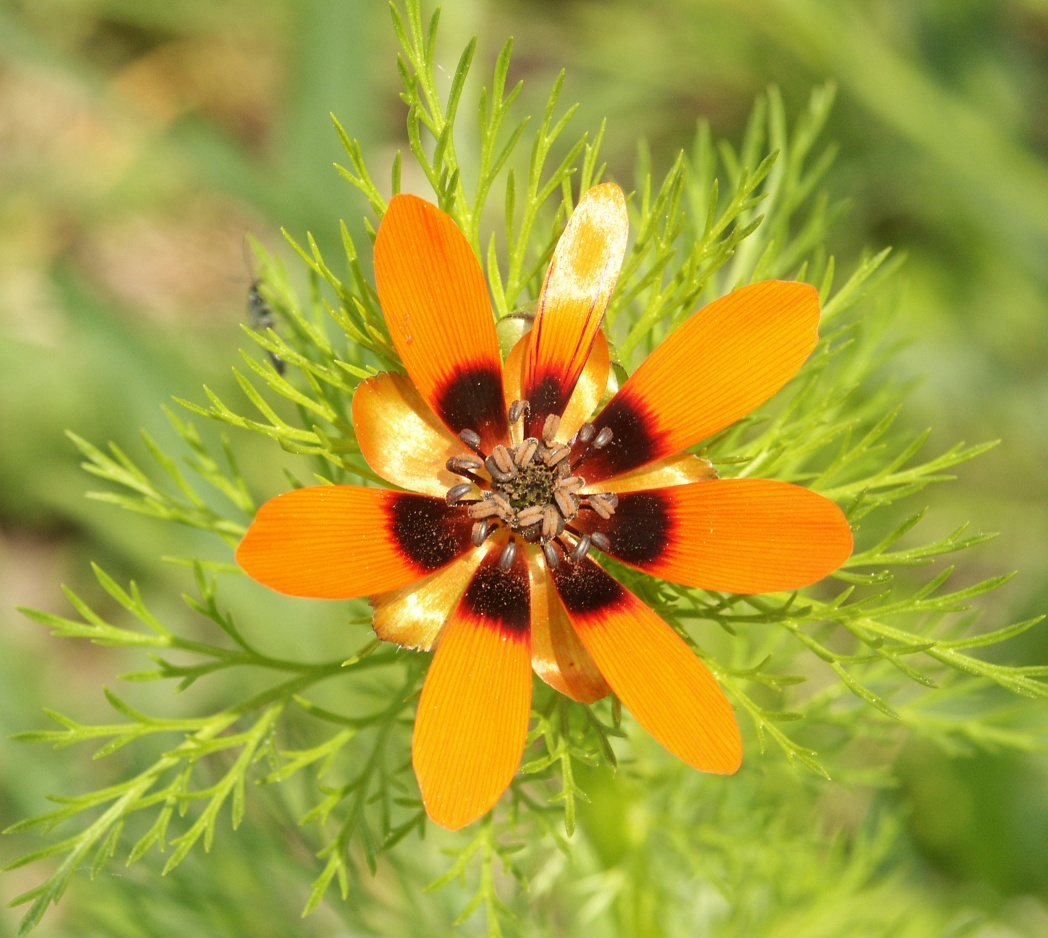
Adonis aestivalis

27 % des espèces végétales disparues dans le Nord - Pas-de-Calais étaient liées aux cultures et espaces anthropisés, 20 % aux milieux acides, 17 % aux zones alluviales et 14 % aux milieux calcicoles. Les milieux littoraux, tourbeux alcalins et bocagers ont en revanche perdu relativement peu d’espèces.
- Pilularia globulifera L.
- Phegopteris connectilis (Michaux) Watt
- Gymnocarpium dryopteris (L.) Newman
- Damasonium alisma Mill.
- Luronium natans (L.) Rafin.
- Bupleurum rotundifolium L.
- Bupleurum tenuissimum L.
- Caucalis platycarpos L.
- Orlaya grandiflora (L.) Hoffmann
- Seseli libanotis (L.) Koch
- Asarum europaeum L.
- Antennaria dioica (L.) Gaertn.
- Arnoseris minima (L.) Schweigg. et Körte
- Filago arvensis L.
- Filago gallica L.
- Inula salicina L.
- Pulicaria vulgaris Gaertn.
- Taraxacum anglicum Dahlst.
- Alyssum alyssoides (L.) L.
- Iberis amara L.
- Lepidium latifolium L.
- Neslia paniculata (L.) Desv.
- Neslia paniculata (L.) Desv. subsp. paniculata
- Campanula glomerata L.
- Wahlenbergia hederacea (L.) Reichenb.
- Delia segetalis (L.) Dum.
- Dianthus deltoides L.
- Gypsophila muralis L.
- Illecebrum verticillatum L.
- Silene gallica L.
- Silene noctiflora L.
- Spergula pentandra L.
- Vaccaria hispanica (Mill.) Rauschert
- Chenopodium urbicum L.
- Carex bohemica Schreb.
- Carex dioica L.
- Carex hordeistichos Vill.
- Carex limosa L.
- Cyperus flavescens L.
- Eriophorum gracile Koch ex Roth
- Eriophorum vaginatum L.
- Schoenoplectus pungens (Vahl) Palla
- Drosera anglica Huds.
- Drosera intermedia Hayne
- Elatine hydropiper L.
- Vaccinium oxycoccos L.
- Vaccinium vitis-idaea L.
- Euphorbia palustris L.
- Genista pilosa L.
- Genistella sagittalis (L.) Gams
- Lathyrus vernus (L.) Bernh.
- Trifolium montanum L.
- Trifolium ochroleucon Huds.
- Trifolium patens Schreb.
- Gentiana pneumonanthe L.
- Gentianella campestris (L.) Börner
- Juncus filiformis L.
- Juncus pygmaeus L.C.M. Rich.
- Luzula forsteri (Smith) DC.
- Ajuga genevensis L.
- Ajuga pyramidalis L.
- Mentha pulegium L.
- Stachys recta L.
- Teucrium chamaedrys L.
- Teucrium chamaedrys L. subsp. germanicum (F. Hermann) Rech. f.
- Pinguicula vulgaris L.
- Utricularia intermedia Hayne
- Asparagus officinalis L.
- Asparagus officinalis L. subsp. prostratus (Dum.) Corb.
- Gagea villosa (Bieb.) Sweet
- Narthecium ossifragum (L.) Huds.
- Polygonatum verticillatum (L.) All.
- Nymphoides peltata (S.G. Gmel.) O. Kuntze
- Myrica gale L.
- Epilobium collinum C.C. Gmel.
- Ludwigia palustris (L.) S. Elliott
- Orchis coriophora L.
- Orchis laxiflora Lam.
- Spiranthes aestivalis (Poiret) L.C.M. Rich.
- Orobanche alba Steph. ex Willd.
- Orobanche amethystea Thuill.
- Orobanche elatior Sutton
- Orobanche rapum-genistae Thuill.
- Alopecurus bulbosus Gouan
- Briza minor L.
- Deschampsia setacea (Huds.) Hack.
- Festuca heterophylla Lam.
- Lolium temulentum L.
- Melica nutans L.
- Phleum phleoides (L.) Karst.
- Puccinellia distans (L.) Parl.
- Puccinellia fasciculata (Torr.) E.P. Bicknell
- Puccinellia rupestris (With.) Fernald et Weath.
- Sesleria caerulea (L.) Ard.
- Rumex pulcher L.
- Potamogeton compressus L.
- Trientalis europaea L.
- Adonis aestivalis L.
- Adonis annua L.
- Adonis flammea Jacq.
- Anemone sylvestris L.
- Consolida regalis S.F. Gray
- Nigella arvensis L.
- Pulsatilla vulgaris Mill.
- Ranunculus tripartitus DC.
- Fragaria viridis Weston
- Potentilla montana Brot.
- Sanguisorba officinalis L.
- Galium spurium L.
- Euphrasia micrantha Reichenb.
- Melampyrum cristatum L.
- Verbascum phlomoides L.
- Veronica acinifolia L.
- Veronica triphyllos L.
- Veronica verna L.

## Taxons présumés disparus au niveau régional (CR*)
- Dryopteris cristata (L.) A. Gray
- Bidens radiata Thuill.
- Lactuca perennis L.
- Serratula tinctoria L.

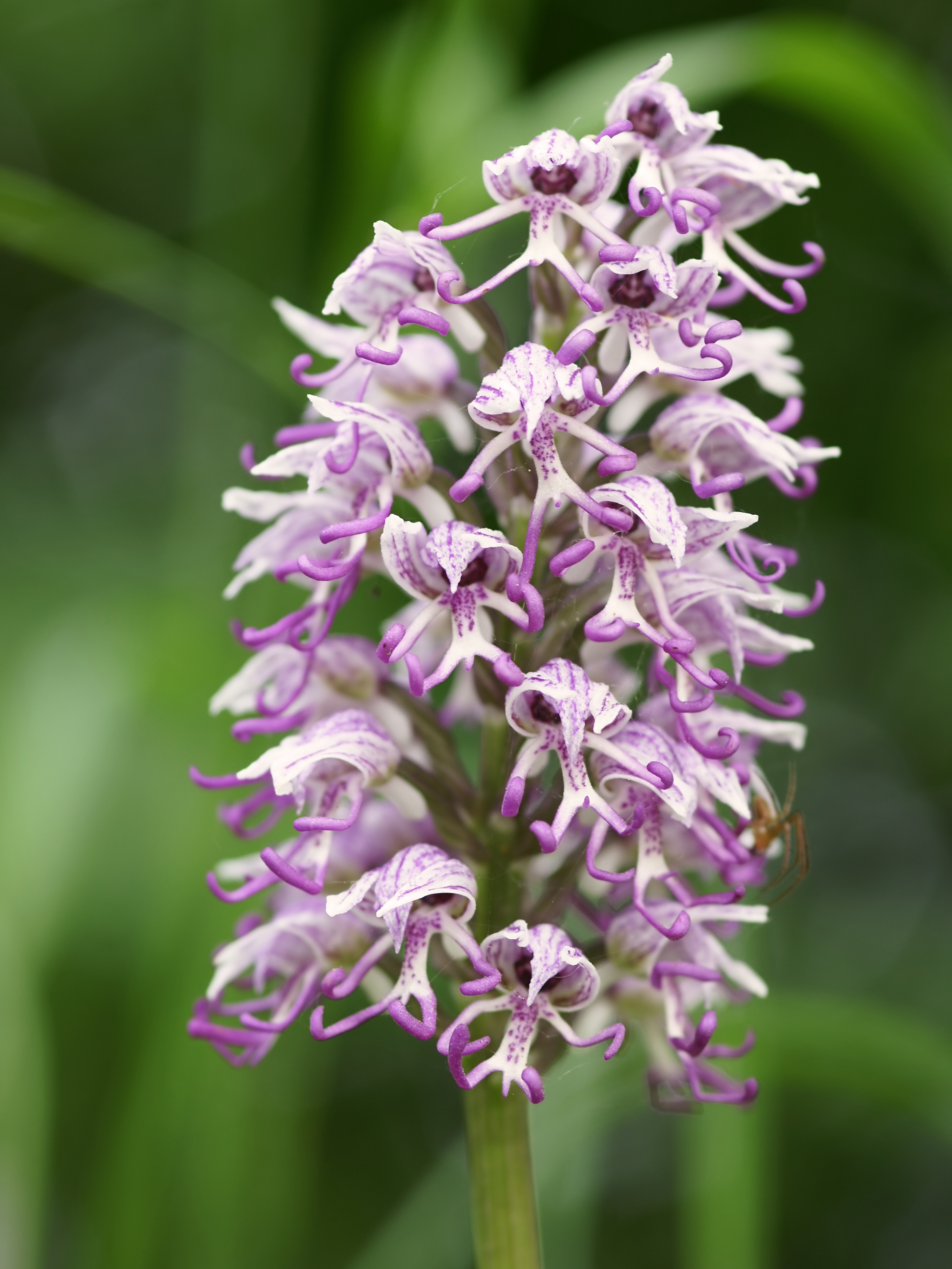
Orchis simia

- Myosotis stricta Link ex Roem. et Schult.
- Scleranthus perennis L.
- Sedum forsterianum Smith
- Eriophorum latifolium Hoppe
- Geranium sanguineum L.
- Geranium sylvaticum L.
- Juncus tenageia L. f.
- Ajuga chamaepitys (L.) Schreb.
- Marrubium vulgare L.
- Malva alcea L.
- Neotinea ustulata (L.) R.M. Bateman, Pridgeon et M.W. Chase
- Ophrys fuciflora (F.W. Schmidt) Moench
- Orchis simia Lam.
- Hordeum marinum Huds.
- Ranunculus fluitans Lam.
- Ranunculus serpens Schrank
- Ranunculus serpens Schrank subsp. nemorosus (DC.) G. López
- Galium tricornutum Dandy
- Valerianella rimosa Bast.

## Taxons en danger critique (CR)

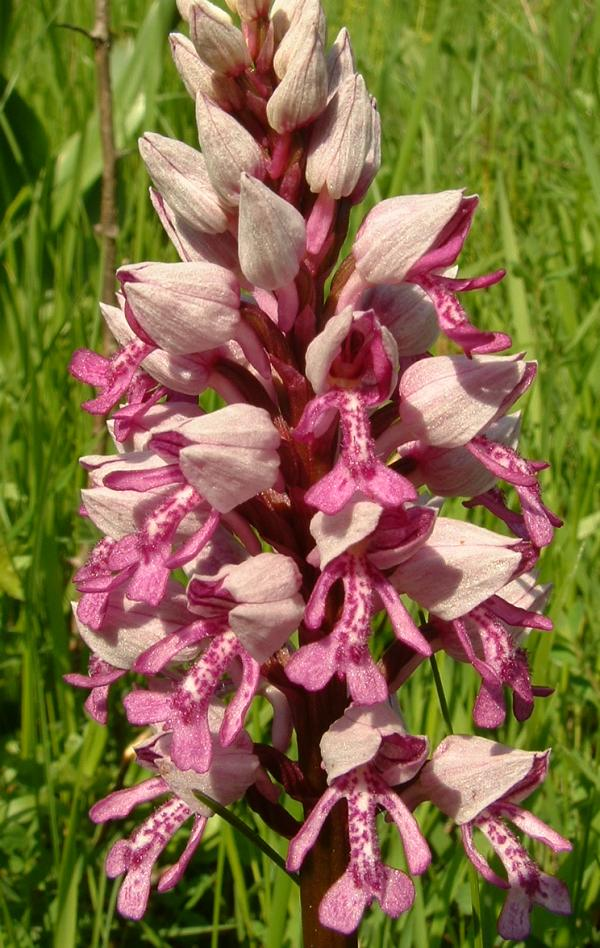
Orchis militaris

Taxons confrontés à un risque très élevé de disparition.
- Asplenium septentrionale (L.) Hoffmann
- Dryopteris affinis (Lowe) Fraser-Jenkins subsp. affinis
- Lycopodium clavatum L.
- Gymnocarpium robertianum (Hoffmann) Newman
- Cicuta virosa L.
- Oenanthe fluviatilis (Bab.) Colem.
- Vincetoxicum hirundinaria Med.
- Cirsium dissectum (L.) Hill
- Filago pyramidata L.
- Pulmonaria longifolia (Bast.) Boreau
- Cochlearia anglica L.
- Legousia hybrida (L.) Delarbre
- Legousia speculum-veneris (L.) Chaix
- Agrostemma githago L.
- Corrigiola litoralis L.
- Dianthus carthusianorum L.
- Dianthus carthusianorum L. subsp. carthusianorum
- Scleranthus annuus L.
- Scleranthus annuus L. subsp. annuus
- Atriplex glabriuscula Edmondst.
- Atriplex laciniata L.
- Chenopodium vulvaria L.
- Crassula tillaea Lester-Garland
- Cuscuta europaea L.
- Carex diandra Schrank
- Carex digitata L.
- Carex hostiana DC.
- Carex laevigata Smith
- Eleocharis ovata (Roth) Roem. et Schult.
- Elatine hexandra (Lapierre) DC.
- Fumaria capreolata L.
- Fumaria vaillantii Loisel.
- Cicendia filiformis (L.) Delarbre
- Hypericum androsaemum L.
- Hypericum elodes L.
- Hypericum montanum L.
- Prunella laciniata (L.) L.
- Stachys annua (L.) L.
- Stachys germanica L.
- Teucrium botrys L.
- Utricularia minor L.
- Fritillaria meleagris L.
- Gagea bohemica (Zauschn.) Schult. et Schult. f.
- Lythrum hyssopifolia L.
- Pyrus communis L.
- Pyrus communis L. subsp. pyraster (L.) Ehrh.
- Cephalanthera longifolia (L.) Fritsch
- Epipactis atrorubens (Hoffmann) Besser
- Epipactis leptochila (Godf.) Godf.
- Epipactis leptochila (Godf.) Godf. subsp. leptochila
- Epipactis muelleri Godf.
- Herminium monorchis (L.) R. Brown
- Limodorum abortivum (L.) Swartz
- Liparis loeselii (L.) L.C.M. Rich. var. loeselii
- Orchis militaris L.
- Bromus arvensis L.
- Hordelymus europaeus (L.) Jessen ex Harz
- Polygonum oxyspermum C.A. Mey. et Bunge ex Ledeb.
- Polygonum oxyspermum C.A. Mey. et Bunge ex Ledeb. subsp. raii (Bab.) D.A. Webb et Chater
- Montia fontana L.
- Montia fontana L. subsp. amporitana Sennen
- Potamogeton acutifolius Link
- Potamogeton alpinus Balb.
- Myosurus minimus L.
- Ranunculus arvensis L.
- Ranunculus penicillatus (Dum.) Bab. subsp. penicillatus
- Rosa agrestis Savi
- Limosella aquatica L.
- Misopates orontium (L.) Rafin.
- Odontites vernus (Bellardi) Dum. subsp. vernus
- Daphne mezereum L.

## Taxon en danger (EN)

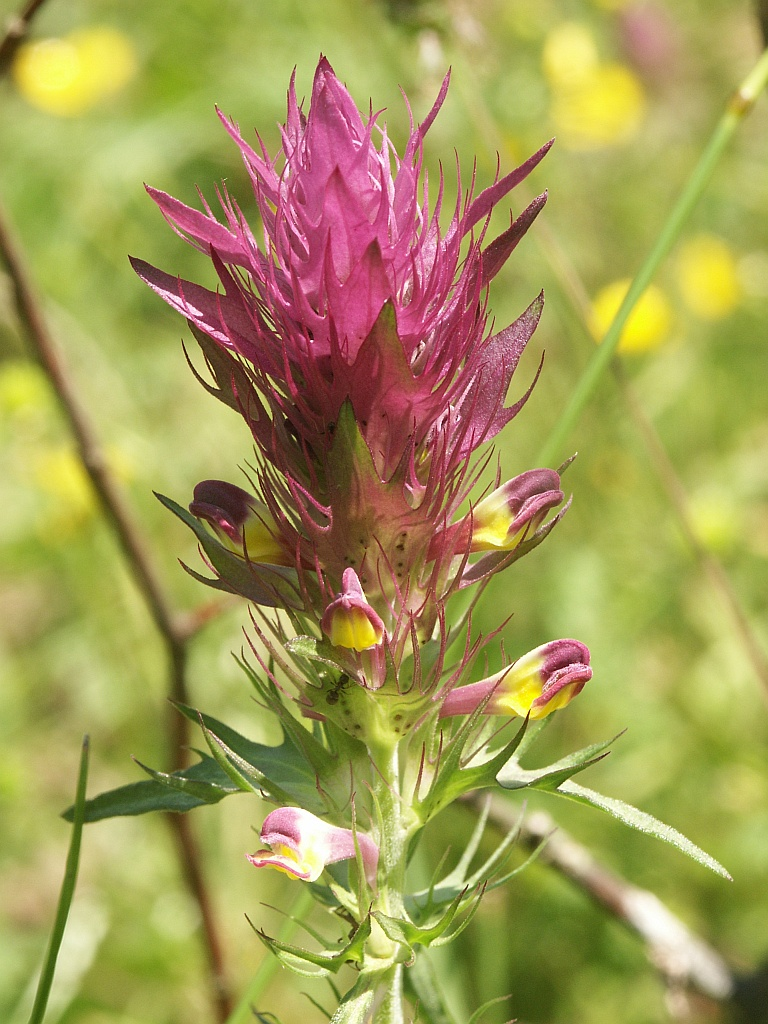
Melampyrum arvense

Espèces confrontées à un risque élevé de disparition
- Ceterach officinarum Willd.
- Botrychium lunaria (L.) Swartz
- Osmunda regalis L.
- Cystopteris fragilis (L.) Bernh.
- Bupleurum falcatum L.
- Selinum carvifolia (L.) L.
- Anthemis nobilis L.
- Artemisia maritima L.
- Centaurea cyanus L.
- Filago vulgaris Lam.
- Scorzonera humilis L.
- Senecio paludosus L.
- Tephroseris palustris (L.) Fourr.
- Lithospermum arvense L.
- Cochlearia officinalis L.
- Thlaspi perfoliatum L.
- Callitriche brutia Petagna
- Moenchia erecta (L.) P. Gaertn., B. Mey. et Scherb.
- Ceratophyllum submersum L.
- Salicornia pusilla J. Woods
- Blysmus compressus (L.) Panzer ex Link
- Carex appropinquata C.F. Schumach.
- Carex tomentosa L.
- Eleocharis multicaulis (Smith) Desv.
- Eriophorum angustifolium Honck.
- Isolepis cernua (Vahl) Roem. et Schult.
- Rhynchospora alba (L.) Vahl
- Fumaria parviflora Lam.
- Myriophyllum alterniflorum DC.
- Juncus maritimus Lam.
- Salvia pratensis L.
- Gagea lutea (L.) Ker-Gawl.
- Radiola linoides Roth
- Monotropa hypopitys L. subsp. hypopitys
- Epipactis purpurata Smith
- Orchis palustris Jacq.
- Platanthera bifolia (L.) L.C.M. Rich.
- Spiranthes spiralis (L.) Chevall.
- Orobanche purpurea Jacq.
- Papaver hybridum L.
- Littorella uniflora (L.) Aschers.
- Polygala comosa Schkuhr
- Potamogeton friesii Rupr.
- Potamogeton obtusifolius Mert. et Koch
- Anagallis arvensis L. subsp. foemina (Mill.) Schinz et Thell.
- Actaea spicata L.
- Anemone ranunculoides L.
- Ranunculus ophioglossifolius Vill.
- Alchemilla filicaulis Buser
- Alchemilla filicaulis Buser subsp. vestita (Buser) Bradsh.
- Galium debile Desv.
- Galium fleurotii Jord.
- Saxifraga granulata L.
- Melampyrum arvense L.
- Melampyrum arvense L. subsp. arvense
- Pedicularis sylvatica L.
- Sparganium natans L.
- Parietaria officinalis L.

## Taxons vulnérables (VU)
- Asplenium adiantum-nigrum L.
- Equisetum hyemale L.
- Equisetum variegatum Schleich.
- Lycopodiella inundata (L.) Holub
- Ophioglossum azoricum C. Presl
- Ophioglossum vulgatum L.

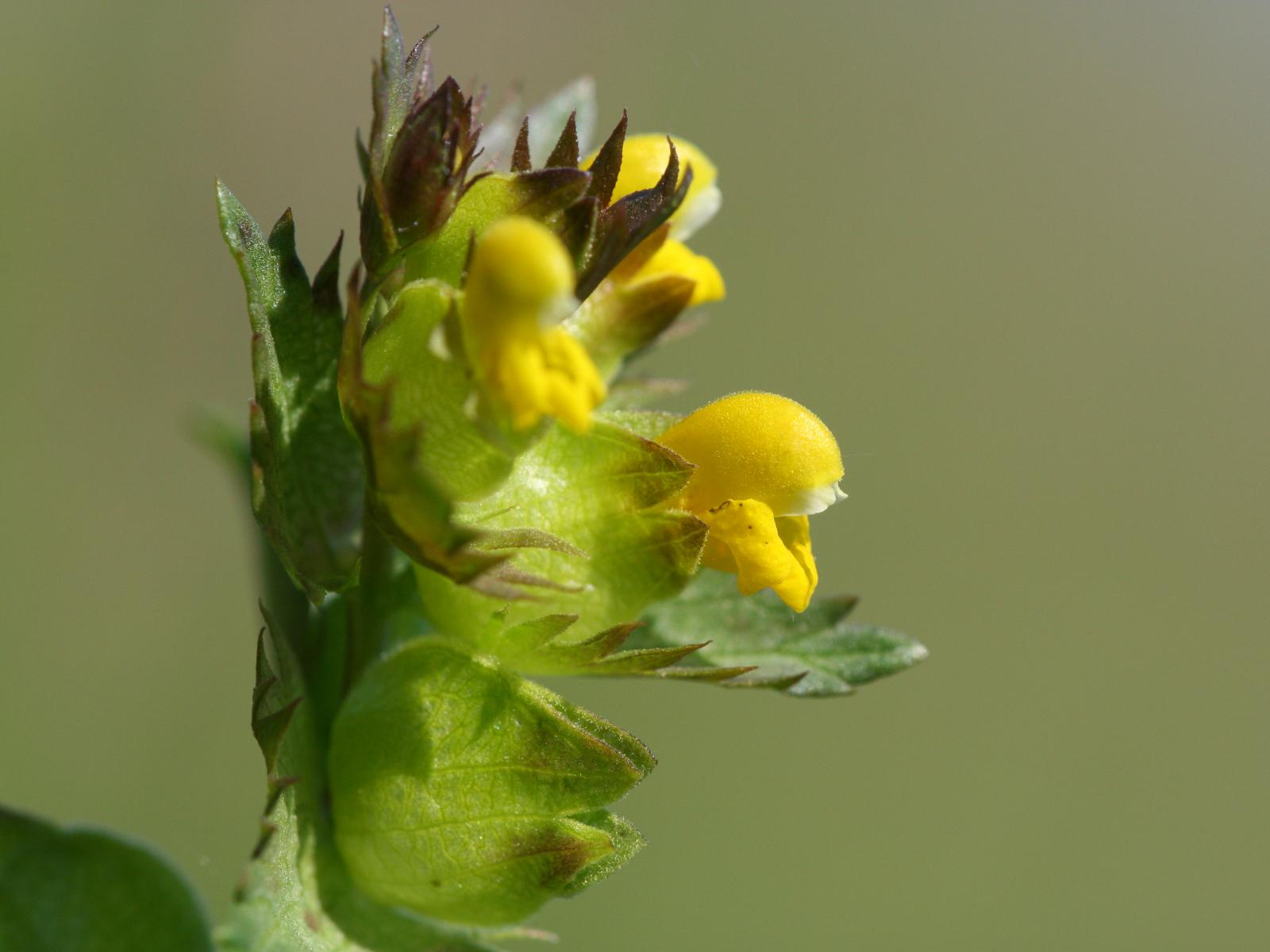
Rhinanthus minor detail

- Oreopteris limbosperma (Bellardi ex All.) Holub
- Alisma gramineum Lej.
- Allium oleraceum L.
- Apium inundatum (L.) Reichenb. f.
- Apium repens (Jacq.) Lag.
- Oenanthe crocata L.
- Oenanthe silaifolia Bieb.
- Petroselinum segetum (L.) Koch
- Scandix pecten-veneris L.
- Torilis nodosa (L.) Gaertn.
- Anthemis arvensis L.
- Glebionis segetum (L.) Fourr.
- Gnaphalium sylvaticum L.
- Hieracium lactucella Wallr.
- Sonchus palustris L.
- Taraxacum sect. Celtica A.J. Richards
- Taraxacum bracteatum Dahlst.
- Taraxacum duplidentifrons Dahlst.
- Taraxacum frugale Oosterveld
- Taraxacum hygrophilum v. Soest
- Taraxacum nordstedtii Dahlst.
- Taraxacum proximum (Dahlst.) Raunk.
- Taraxacum taeniatum Hagl. ex Holmgr.
- Taraxacum sect. Palustria (Lindb. f.) Dahlst.
- Taraxacum ciliare v. Soest
- Taraxacum delanghei v. Soest
- Taraxacum palustre (Lyons) Symons
- Tephroseris helenitis (L.) Nordenstam
- Tephroseris helenitis (L.) Nordenstam subsp. helenitis
- Cardamine bulbifera (L.) Crantz
- Cardamine pratensis L. subsp. paludosa (Knaf.) Celak.
- Crambe maritima L.
- Draba muralis L.
- Erysimum cheiranthoides L.
- Sisymbrium supinum L.
- Teesdalia nudicaulis (L.) R. Brown
- Campanula rapunculoides L.
- Phyteuma nigrum F.W. Schmidt
- Dianthus armeria L.
- Silene vulgaris (Moench) Garcke subsp. maritima (With.) Á. et D. Löve
- Spergularia marina (L.) Besser
- Spergularia media (L.) C. Presl
- Spergularia media (L.) C. Presl subsp. angustata (Clavaud) Kerguélen et Lambinon
- Atriplex littoralis L.
- Atriplex longipes Drejer
- Chenopodium chenopodioides (L.) Aell.
- Chenopodium hybridum L.
- Chenopodium murale L.
- Halimione pedunculata (L.) Aell.
- Cuscuta epithymum (L.) L.
- Carex canescens L.
- Carex cuprina (Sándor ex Heuffel) Nendtvich ex A. Kerner var. subcontigua (Kük.) De Langhe et Lambinon
- Carex distans L. var. distans
- Carex divisa Huds.
- Carex flava L.
- Carex lasiocarpa Ehrh.
- Carex lepidocarpa Tausch
- Carex muricata L.
- Carex muricata L. subsp. lamprocarpa Celak.
- Carex pulicaris L.
- Carex rostrata Stokes
- Carex umbrosa Host
- Cyperus fuscus L.
- Cyperus longus L.
- Cyperus longus L. subsp. longus
- Eleocharis acicularis (L.) Roem. et Schult.
- Eleocharis quinqueflora (F.X. Hartm.) O. Schwartz
- Eleocharis uniglumis (Link) Schult.
- Isolepis fluitans (L.) R. Brown
- Rhynchospora fusca (L.) Ait. f.
- Trichophorum cespitosum (L.) Hartm.
- Trichophorum cespitosum (L.) Hartm. subsp. germanicum (Palla) Hegi
- Drosera rotundifolia L.
- Erica cinerea L.
- Erica tetralix L.
- Euphorbia cyparissias L.
- Euphorbia dulcis L.
- Euphorbia dulcis L. subsp. incompta (Cesati) Nyman
- Genista anglica L.
- Lathyrus hirsutus L.
- Lathyrus linifolius (Reichard) Bässler
- Lathyrus palustris L.
- Tetragonolobus maritimus (L.) Roth
- Tetragonolobus maritimus (L.) Roth var. hirsutus (Willk.) Muñoz Garmendia et Pedrol
- Trifolium ornithopodioides L.
- Trifolium striatum L.
- Trifolium subterraneum L.
- Vicia lutea L.
- Vicia tetrasperma (L.) Schreb. subsp. gracilis (DC.) Hook. f.
- Gentianella amarella (L.) Börner
- Juncus squarrosus L.
- Luzula luzuloides (Lam.) Dandy et Wilmott
- Luzula multiflora (Ehrh.) Lej. subsp. congesta (Thuill.) Arcang.
- Stachys arvensis (L.) L.
- Thymus praecox Opiz subsp. ligusticus (Briq.) Paiva et Salgueiro
- Utricularia australis R. Brown
- Utricularia vulgaris L.
- Muscari comosum (L.) Mill.
- Ruscus aculeatus L.
- Malus sylvestris (L.) Mill.
- Malus sylvestris (L.) Mill. subsp. sylvestris
- Sorbus aria (L.) Crantz
- Sorbus aria (L.) Crantz var. aria
- Sorbus torminalis (L.) Crantz
- Menyanthes trifoliata L.
- Anacamptis pyramidalis (L.) L.C.M. Rich.
- Cephalanthera damasonium (Mill.) Druce
- Coeloglossum viride (L.) Hartm.
- Dactylorhiza incarnata (L.) Soó
- Dactylorhiza incarnata (L.) Soó subsp. incarnata
- Dactylorhiza incarnata (L.) Soó subsp. pulchella (Druce) Soó
- Dactylorhiza maculata (L.) Soó
- Dactylorhiza majalis (Reichenb.) P.F. Hunt et Summerh.
- Dactylorhiza traunsteinerioides (Pugsley) Landwehr
- Ophrys sphegodes Mill.
- Ophrys sphegodes Mill. subsp. araneola (Reichenb.) Laínz
- Ophrys sphegodes Mill. subsp. sphegodes
- Orchis anthropophora (L.) All.
- Orchis morio L.
- Orobanche caryophyllacea Smith
- Orobanche hederae Vaucher ex Duby
- Glaucium flavum Crantz
- Plantago maritima L.
- Limonium binervosum (G.E. Smith) C.E. Salmon
- Limonium vulgare Mill.
- Agrostis vinealis Schreb.
- Bromus secalinus L.
- Bromus secalinus L. subsp. secalinus
- Bromus secalinus L. subsp. secalinus var. pubescens Stokes
- Bromus secalinus L. subsp. secalinus var. secalinus
- Digitaria ischaemum (Schreb. ex Schweigg.) Muhlenb.
- Festuca altissima All.
- Gaudinia fragilis (L.) Beauv.
- Koeleria macrantha (Ledeb.) Schult.
- Leersia oryzoides (L.) Swartz
- Mibora minima (L.) Desv.
- Nardurus maritimus (L.) Murb.
- Nardus stricta L.
- Parapholis incurva (L.) C.E. Hubbard
- Parapholis strigosa (Dum.) C.E. Hubbard
- Polygala calcarea F.W. Schultz
- Fallopia dumetorum (L.) Holub
- Persicaria minor (Huds.) Opiz
- Rumex acetosella L. subsp. acetosella
- Montia minor C.C. Gmel.
- Potamogeton natans L.
- Potamogeton perfoliatus L.
- Potamogeton polygonifolius Pourr.
- Potamogeton trichoides Cham. et Schlecht.
- Centunculus minimus L.
- Pyrola minor L.
- Ranunculus hederaceus L.
- Ranunculus lingua L.
- Ranunculus peltatus Schrank
- Aphanes australis Rydb.
- Comarum palustre L.
- Fragaria moschata Weston
- Geum rivale L.
- Potentilla neumanniana Reichenb.
- Rosa micrantha Borrer ex Smith
- Rosa sherardii Davies
- Galium pumilum Murray
- Galium saxatile L.
- Ruppia cirrhosa (Petagna) Grande
- Ruppia maritima L.
- Salix repens L. subsp. repens
- Thesium humifusum DC.
- Euphrasia officinalis L.
- Euphrasia officinalis L. subsp. campestris (Jord.) Kerguélen et Lambinon
- Euphrasia tetraquetra (Bréb.) Arrond.
- Melampyrum pratense L.
- Pedicularis palustris L.
- Rhinanthus alectorolophus (Scop.) Pollich
- Rhinanthus alectorolophus (Scop.) Pollich subsp. buccalis (Wallr.) Schinz et Thell.
- Rhinanthus alectorolophus (Scop.) Pollich subsp. buccalis (Wallr.) Schinz et Thell. var.arvensis (Semler) U. Schneider
- Rhinanthus minor L.
- Rhinanthus minor L. subsp. calcareus (Wilmott) E.F. Warb.
- Rhinanthus minor L. subsp. minor
- Verbascum densiflorum Bertol.
- Verbascum lychnitis L.
- Verbascum pulverulentum Vill.
- Veronica praecox All.
- Veronica teucrium L.
- Veronica teucrium L. subsp. teucrium
- Hyoscyamus niger L.
- Ulmus laevis Pallas
- Valerianella dentata (L.) Pollich
- Viola hirta L. subsp. calcarea (Bab.) E.F. Warb.
- Viola kitaibeliana Schult.
- Viola palustris L.
- Zannichellia palustris L. subsp. pedicellata (Wahlenb. et Rosén) Hegi

## Taxons quasi-menacés (NT)
- Equisetum sylvaticum L.
- Juniperus communis L.

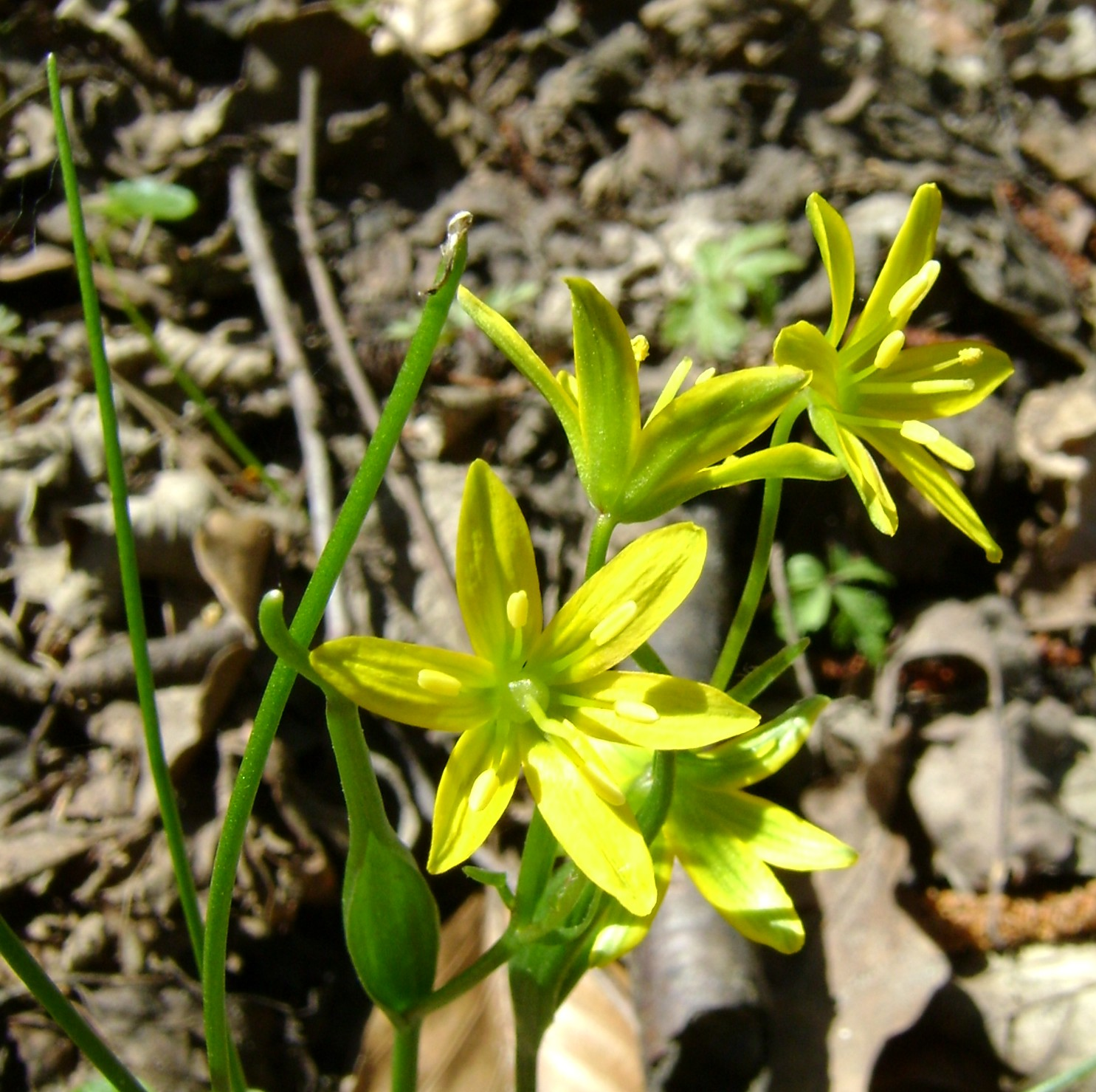
La Gagée à spathe, plante protégée au niveau national et considérée vulnérable sur les listes rouges nationale et régionale

- Juniperus communis L. subsp. communis
- Apium graveolens L.
- Apium graveolens L. var. graveolens
- Bunium bulbocastanum L.
- Crithmum maritimum L.
- Daucus carota L. subsp. gummifer Hook. f.
- Oenanthe fistulosa L.
- Peucedanum palustre (L.) Moench
- Silaum silaus (L.) Schinz et Thell.
- Sison amomum L.
- Sium latifolium L.
- Achillea ptarmica L.
- Arctium tomentosum Mill.
- Aster tripolium L.
- Crepis foetida L.
- Hypochaeris glabra L.
- Lactuca virosa L.
- Onopordum acanthium L.
- Lithospermum officinale L.
- Myosotis nemorosa Besser
- Arabis hirsuta (L.) Scop.
- Arabis hirsuta (L.) Scop. subsp. hirsuta
- Brassica oleracea L.
- Brassica oleracea L. subsp. oleracea
- Cardamine impatiens L.
- Nasturtium microphyllum (Boenningh.) Reichenb.
- Callitriche truncata Guss.
- Callitriche truncata Guss. subsp. occidentalis (Rouy) Br.-Bl.
- Campanula rapunculus L.
- Campanula rotundifolia L.
- Campanula rotundifolia L. subsp. rotundifolia
- Jasione montana L.
- Arenaria serpyllifolia L. subsp. serpyllifolia var. lloydii (Jord.) Lloyd
- Cerastium arvense L.
- Holosteum umbellatum L.
- Honckenya peploides (L.) Ehrh.
- Silene nutans L.
- Spergula arvensis L.
- Stellaria palustris Retz.
- Halimione portulacoides (L.) Aell.
- Salicornia europaea L.
- Salicornia procumbens Smith
- Suaeda maritima (L.) Dum.
- Helianthemum nummularium (L.) Mill.
- Carex brizoides L.
- Carex distans L.
- Carex distans L. var. vikingensis (C.B. Clarke) Gadec.
- Carex echinata Murray
- Carex elongata L.
- Carex extensa Good.
- Carex nigra (L.) Reichard
- Carex vulpina L.
- Schoenoplectus lacustris (L.) Palla
- Schoenus nigricans L.
- Vaccinium myrtillus L.
- Genista tinctoria L.
- Genista tinctoria L. subsp. tinctoria
- Lathyrus aphaca L.
- Medicago falcata L.
- Ononis spinosa L.
- Ornithopus perpusillus L.
- Corydalis solida (L.) Clairv.
- Geranium lucidum L.
- Myriophyllum verticillatum L.
- Hippuris vulgaris L.
- Hydrocharis morsus-ranae L.
- Iris foetidissima L.
- Juncus ambiguus Guss.
- Juncus gerardii Loisel.
- Triglochin maritima L.
- Triglochin palustris L.
- Acinos arvensis (Lam.) Dandy
- Acinos arvensis (Lam.) Dandy subsp. arvensis
- Mentha suaveolens Ehrh.
- Scutellaria minor Huds.
- Stachys officinalis (L.) Trev.
- Teucrium scordium L.
- Teucrium scordium L. subsp. scordium
- Colchicum autumnale L.
- Gagea spathacea (Hayne) Salisb.
- Polygonatum odoratum (Mill.) Druce
- Scilla bifolia L.
- Althaea officinalis L.
- Monotropa hypopitys L.
- Monotropa hypopitys L. subsp. hypophegea (Wallr.) Holmboe
- Nymphaea alba L.
- Nymphaea alba L. subsp. alba
- Nymphaea alba L. subsp. alba f. alba
- Epilobium palustre L.
- Dactylorhiza praetermissa (Druce) Soó
- Epipactis helleborine (L.) Crantz subsp. neerlandica (Verm.) Buttler
- Liparis loeselii (L.) L.C.M. Rich.
- Liparis loeselii (L.) L.C.M. Rich. var. ovata Riddelsdell ex Godf.
- Neottia nidus-avis (L.) L.C.M. Rich.
- Lathraea squamaria L.
- Armeria maritima Willd.
- Armeria maritima Willd. subsp. maritima
- Aira caryophyllea L.
- Aira caryophyllea L. subsp. caryophyllea
- Alopecurus aequalis Sobol.
- Alopecurus rendlei Eig
- Avenula pratensis (L.) Dum.
- Bromus racemosus L.
- Calamagrostis canescens (Weber) Roth
- Catabrosa aquatica (L.) Beauv.
- Catapodium marinum (L.) C.E. Hubbard
- Corynephorus canescens (L.) Beauv.
- Festuca filiformis Pourr.
- Festuca ovina L.
- Festuca ovina L. subsp. guestfalica (Boenningh. ex Reichenb.) K. Richt.
- Festuca rubra L. subsp. commutata Gaudin
- Festuca rubra L. subsp. litoralis (G.F.W. Mey.) Auquier
- Festuca rubra L. subsp. pruinosa (Hack.) Piper
- Koeleria pyramidata (Lam.) Beauv.
- Leymus arenarius (L.) Hochst.
- Poa chaixii Vill.
- Puccinellia maritima (Huds.) Parl.
- Vulpia bromoides (L.) S.F. Gray
- Polygala serpyllifolia Hose
- Persicaria bistorta (L.) Samp.
- Persicaria mitis (Schrank) Asenov
- Groenlandia densa (L.) Fourr.
- Potamogeton berchtoldii Fieb.
- Potamogeton coloratus Hornem.
- Potamogeton gramineus L.
- Potamogeton lucens L.
- Hottonia palustris L.
- Ranunculus baudotii Godr.
- Ranunculus circinatus Sibth.
- Ranunculus penicillatus (Dum.) Bab.
- Ranunculus penicillatus (Dum.) Bab. subsp. pseudofluitans (Syme) S. Webster
- Ranunculus sardous Crantz
- Ranunculus trichophyllus Chaix
- Thalictrum minus L.
- Thalictrum minus L. subsp. saxatile Cesati
- Alchemilla glabra Neygenf.
- Potentilla anglica Laichard.
- Rosa spinosissima L.
- Asperula cynanchica L.
- Asperula cynanchica L. var. cynanchica
- Galium uliginosum L.
- Rhinanthus angustifolius C.C. Gmel.
- Rhinanthus angustifolius C.C. Gmel. subsp. grandiflorus (Wallr.) D.A. Webb
- Scrophularia umbrosa Dum.
- Scrophularia umbrosa Dum. subsp. neesii (Wirtg.) E. Mayer
- Verbascum blattaria L.
- Atropa bella-donna L.
- Valeriana dioica L.
- Viola canina L.
- Viola canina L. subsp. canina
- Viola canina L. subsp. canina var. canina
- Viola canina L. subsp. canina var. dunensis W. Beck.

### Note
1. ↑  Il n'y a pas dans le Nord-Pas-de-Calais de taxon éteint (EX), ni à l'état sauvage (EW), sur l’ensemble de son aire de distribution (Toussaint 2011, p. X).